# Tipula pala
Tipula pala är en tvåvingeart som beskrevs av Alexander 1939. Tipula pala ingår i släktet Tipula och familjen storharkrankar. Inga underarter finns listade i Catalogue of Life.